# Pierre Paul Cambon
Pierre Paul Cambon (ur. 20 stycznia 1843 w Paryżu, zm. 29 maja 1924 tamże) – francuski dyplomata i polityk.
Z zawodu adwokat i urzędnik administracyjny, od 1882 rezydent ministerialny w Tunisie, od 1886 poseł w Madrycie, w 1890 w Konstantynopolu, w latach 1898–1920 w Londynie. W swej działalności przyczynił się do utworzenia entente cordiale (1904) oraz ententy (1907). Odznaczony został Krzyżem Wielkim Legii Honorowej oraz Orderem Królewskim Wiktorii. Był członkiem Francuskiej Akademii Nauk.
Jego brat Jules Cambon również był dyplomatą.